# Poecilopachys australasia
Poecilopachys australasia är en spindelart som först beskrevs av Griffith och Pidgeon 1833.  Poecilopachys australasia ingår i släktet Poecilopachys och familjen hjulspindlar. Inga underarter finns listade i Catalogue of Life.